# Jagst
La Jagst è un fiume che scorre in Germania, nel nord del Land del Baden-Württemberg. Insieme ai fiumi Kocher ed Enz è uno dei tre maggiori affluenti del Neckar e con la sua lunghezza raggiunge i 190,2 km. risulta essere il primo dei tre. La valle della Jagst, che in particolare nel centro del suo corso mostra un suo spiccato carattere, è panoramicamente incantevole. La molteplicità di piante, animali e biotopi, come la relativamente bassa parte di insediamenti e traffico e il collegato alto potenziale di sviluppo conferiscono alla Jagst e alla sua valle un aspetto di elevato significato naturalistico. Piccole città, che fin dal medioevo ai nostri giorni hanno mantenuto il loro aspetto, formano la valle dello Jagst come parimenti i borghi e i castelli su speroni di roccia sulla valle, e come i frequenti mulini, che fiancheggiano il fiume.

## Centri abitati
Il fiume attraversa i seguenti centri abitati (e/o il loro territorio) per le lunghezze indicate:
| Comune             | Lunghezza del fiume |  |
| ------------------ | ------------------- |  |
| Unterschneidheim   | 3 km                |  |
| Westhausen         | 13 km               |  |
| Lauchheim          | 4 km                |  |
| Rainau             | 7 km                |  |
| Ellwangen          | 9 km                |  |
| Jagstzell          | 7 km                |  |
| Stimpfach          | 4 km                |  |
| Frankenhardt       | 3 km                |  |
| Crailsheim         | 20 km               |  |
| Satteldorf         | 13 km               |  |
| Kirchberg          | 14 km               |  |
| Ilshofen           | 4 km                |  |
| Gerabronn          | 4 km                |  |
| Langenburg         | 10 km               |  |
| Mulfingen          | 15 km               |  |
| Dörzbach           | 6 km                |  |
| Krautheim          | 11 km               |  |
| Schöntal           | 15 km               |  |
| Jagsthausen        | 8 km                |  |
| Widdern            | 7 km                |  |
| Möckmühl           | 11 km               |  |
| Neudenau           | 13 km               |  |
| Bad Friedrichshall | 8 km                |  |
| Gundelsheim        | 1 km                |  |
| Offenau            | circa 1/2 km        |  |
| Bad Wimpfen        | circa 1/4 km \|     |  |

## Affluenti
La Jagd riceve durante il suo corso le acque di numerosi affluenti. Ecco i primi dieci disposti per ampiezza del relativo bacino:
| Rang | Nome             | Bacino [km²] |
| ---- | ---------------- | ------------ |
| 1    | Seckach          | 260,7        |
| 2    | Brettach         | 180,9        |
| 3    | Erlenbach        | 104,8        |
| 4    | Schefflenz       | 96,9         |
| 5    | Röhlinger Sechta | 90,5         |
| 6    | Kessach          | 73.8         |
| 7    | Ette             | 43.3         |
| 8    | Speltach         | 37,4         |
| 9    | Rechenberger Rot | 35,7         |
| 10   | Hergstbach       | 32,5         |

## Fauna

### Uccelli
Il corso dello Jagst fornisce rifugio a numerose specie di uccelli e un non trascurabile contributo alla presenza dell'avifauna è costituito dal bacino di espansione del fiume. In particolare Martin pescatore, all'airone cinerino e merlo acquaiolo.
Il fiume è inoltre frequentato da numerose altre specie avicole quali: tuffetto, svasso maggiore, svasso piccolo, cigno reale, casarca ferruginea, oca selvatica, alzavola comune, marzaiole, mestolone comune, moretta, porciglione occidentale, voltolino, folaga comune, corriere piccolo, pavoncella, beccaccino, ballerina gialla, batticoda, cannaiola, pendolino europeo, migliarino di palude e piro piro piccolo.
In compenso alcune specie, una volta presenti lungo il fiume, sono ormai scomparse da oltre un secolo: cicogna nera, moriglione, falco pescatore, rondine riparia, pispola e canareccione.

### Insetti
Numerose sono le specie di libellule, farfalle (macaone) e altri.

### Mammiferi
Numerosi tipi di pipistrello si trovano nella valle, ove hanno il loro quartiere. Tra gli altri vi sono il vespertilio di Bechstein, il pipistrello nano, il serotino comune e il vespertilio maggiore.
Nella parte superiore del corso del fiume presso Westhausen, come nella parte mediana tra Kirchberg und Mulfingen si trova spesso il castoro. Probabilmente si tratta di animali migrati dal bacino del Danubio.

### Rettili
Sulla parte esposta a sud della valle si trova la lucertola degli arbusti. È presente anche il colubro liscio e in acqua si può trovare la biscia dal collare.

### Pesci
Nel 2002 sono stati individuati 27 tipi di pesci. Tra questi: l'alborella di fiume, l'alburno, il rutilo, il gobione e, in percentuali singole minori, il cavedano, il barbo, l'anguilla europea, il leucisco, lo scazzone, la scardola e il naso. Sono inoltre stati individuati in numero molto limitato la lampreda di ruscello, il rodeo amaro, la bottatrice e il vairone occidentale.
Sono inoltre presenti anche gamberi di fiume.